# 김연우의 공연 목록
다음은 대한민국의 가수 김연우가 개최, 참여한 공연 또는 콘서트에 대한 내용이다.

## 단독 콘서트
- 2004년 1월 11일 : 2집 음반발표회 (장소 : 강남 유시어터(YOUtheater))

- 2004년 3월 19일 ~ 2004년 3월 21일 :  Toy의 김연우 1st Concert (장소 : 대학로 질러홀(ZillerHall))
- 2004년 11월 26일 ~ 2004년 11월 28일 : 김연우 2nd CONCERT 戀연羽우 (장소 : 대학로 폴리미디어 씨어터)
- 2006년 3월 24일 - 2006년 3월 26일 : 김연우 3집 앨범 발매기념 콘서트 <사랑... 그 흔한...> (장소 : 백암아트홀)
- 2009년 5월 21일 - 2009년 5월 24일 : Star On Stage - 김연우 (장소 : 충무아트홀 중극장 블랙)
- 2009년 12월 23일 - 2009년 12월 24일 :  김연우의 크리스마스콘서트 (장소 : 연세대학교 대강당)
- 2010년 3월 12일 - 2010년 3월 13일 : 3월의 명작 Master Class - 김연우 (장소 : 서강대학교 메리홀 대극장)

2011 김연우 콘서트 <戀雨 속 연우> 전국투어
- 2011년 6월 24일 - 2011년 6월 26일 : 2011 김연우 콘서트 <戀雨 속 연우> - 서울공연 (장소 : 올림픽공원 우리금융아트홀)
- 2011년 7월 2일 : 2011 김연우 콘서트 <戀雨 속 연우> - 대전공연 (장소 : 충남대학교 정심화홀)
- 2011년 7월 9일 : 2011 김연우 콘서트 <戀雨 속 연우> - 부산공연 (장소 : 부산시민회관 대극장)
- 2011년 7월 16일 : 2011 김연우 콘서트 <戀雨 속 연우> - 수원공연 (장소 : 경기도문화의전당 행복한대극장)
- 2011년 7월 23일 : 2011 김연우 콘서트 <戀雨 속 연우> - 대구공연 (장소 : EXCO 신관 5층 오디토리움)
- 2011년 7월 30일 : 2011 김연우 콘서트 <戀雨 속 연우> - 전주공연 (장소 : 한국소리문화의전당 모악당)
- 2011년 8월 27일 : 2011 김연우 콘서트 <戀雨 속 연우> - 성남공연 (장소 : 성남아트센터 오페라하우스)

2011 김연우 콘서트 <MR.BIG> 전국투어
- 2011년 11월 26일 : 2011 김연우 콘서트 <MR.BIG> - 부산공연 (장소 : KBS부산홀 )
- 2011년 12월 3일 : 2011 김연우 콘서트 <MR.BIG> - 광주공연 (장소 : 문화예술회관 대극장)
- 2011년 12월 10일 : 2011 김연우 콘서트 <MR.BIG> - 청주공연 (장소 : 예술의전당 대공연장)
- 2011년 12월 17일 : 2011 김연우 콘서트 <MR.BIG> - 울산공연 (장소 : KBS울산홀)
- 2011년 12월 23일 ~ 2011년 12월 25일 : 2011 김연우 콘서트 <MR.BIG> - 서울공연 (장소 : 올림픽공원 SK올림픽핸드볼경기장)
- 2011년 12월 31일 : 2011 김연우 콘서트 <MR.BIG> - 일산공연 (장소 : 고양아람누리 아람극장)

- 2012년 6월 5일 ~ 2012년 6월 10일 : 김연우 소극장 콘서트 <안녕하세요, 김연우 입니다> (장소 : 이화여자대학교 삼성홀)

- 2012년 7월 14일 ~ 2012년 7월 15일 앵콜! 김연우 소극장 콘서트 <안녕하세요, 김연우 입니다> (장소 : 이화여자대학교 삼성홀)

- 2012년 12월 22일 ~ 2012년 12월 25일 : 2012 김연우 콘서트 <크리스마스 선물> (장소 : 올림픽공원 올림픽홀)

- 2013년 5월 10일 ~ 2013년 5월 19일 : 김연우의 아주 작은 소극장 콘서트 <5월의 산책> (장소 : 올림픽공원 K 아트홀)

- 2013년 7월 13일 ~ 2013년 7월 14일 : 2013 김연우 콘서트 <산책 in 부산> (장소 : MBC 롯데아트홀)

- 2013년 12월 21일 ~ 2013년 12월 25일 : 김연우 크리스마스 콘서트 <김군의 성탄> (장소 : 연세대학교 대강당)

- 2014년 6월 27일 ~ 2014년 6월 28일 : 김연우 콘서트 <MOVE> (장소 : 올림픽공원 우리금융아트홀)

- 2014년 12월 24일 ~ 2014년 12월 27일 : 김연우 콘서트 <친절한 연우신> (장소 : 올림픽공원 올림픽홀)

2015 김연우 콘서트 <戀雨 속 연우> 전국투어
- 2015년 7월 10일 ~ 2015년 7월 12일 : 2015 김연우 콘서트 <戀雨 속 연우> (장소 : 올림픽공원 우리금융아트홀)
- 2015년 8월 7일 : 2015 김연우 콘서트 〈戀雨 속 연우〉 대전공연 (장소 : 대전 우송예술회관)
- 2015년 8월 13일, 2015년 8월 14일 : 2015 김연우 콘서트 <戀雨 속 연우〉 대구공연 (장소 : 대구 엑스코 오디토리움)
- 2015년 8월 3일 : 2015 김연우 콘서트〈戀雨 속 연우〉 김해공연 (장소 : 김해문화의전당 마루홀)
- 2015년 9월 3일, 2015년 9월 4일 : 2015 김연우 콘서트 <戀雨 속 연우> 인천공연 (장소 : 인천종합문화예술회관 대공연장)
- 2015년 9월 13일 : 2015 김연우 콘서트 <戀雨 속 연우> 성남공연 (장소 : 성남아트센터 오페라하우스)

2015 김연우 콘서트 〈신이라 불리는 남자〉 전국투어
- 2015년 12월 4일 ~ 2015년 12월 6일 : 2015 김연우 콘서트 〈신이라 불리는 남자〉 서울공연 (장소 : 올림픽공원 SK핸드볼경기장)

- 2016년 8월 6일 : 2016 김연우 콘서트 <Thank You> (장소 : 서울 올림픽공원 체조경기장)

- 2016년 12월 23일 ~ 2016년 12월 25일 : 2016 김연우 크리스마스 콘서트 〈오마이갓연우〉 (장소 : 올림픽공원 올림픽홀)

- 2017년 12월 22일 ~ 2017년 12월 25일 : 2017 김연우 크리스마스 콘서트 <오마이갓연우> (장소 : 올림픽공원 올림픽홀)

2018 김연우콘서트 <熱音會(열음회)> 전국투어
- 2018년 6월 3일 : 2018 김연우콘서트 <熱音會(열음회)> 인천공연 (인천문화예술회관 대공연장)
- 2018년 6월 9일 : 2018 김연우콘서트 <熱音會(열음회)> 창원공연 (창원 성산아트홀 대극장)
- 2018년 6월 23일, 6월 24일 : 2018 김연우콘서트 <熱音會(열음회)> 서울공연 (충무아트센터 대극장)
- 2018년 7월 7일 : 2018 김연우콘서트 <熱音會(열음회)> 대구공연 (대구 경북대학교 대강당)
- 2018년 7월 14일 : 2018 김연우콘서트 <熱音會(열음회)> 부산공연 (부산문화회관 대극장)
- 2018년 7월 22일 : 2018 김연우콘서트<熱音會(열음회)> 광주공연 (광주문화예술회관 대극장)
- 2018년 9월 15일 : 2018 김연우콘서트<熱音會(열음회)> 구리공연 (구리아트홀 코스모스 대극장)
- 2018년 12월 22일 ~ 2018년 12월 24일 : 2018 김연우 크리스마스 콘서트 <오마이갓연우> (장소 : 경희대학교 평화의 전당)
- 2019년 12월 21일, 22일, 24일 : 2019 김연우 크리스마스 콘서트 <오마이갓연우> (장소 : 경희대학교 평화의 전당)
- 2019년 12월 31일 : 2019 김연우 연말 콘서트 <오마이갓연우> - 부산

(장소 : KBS부산홀)
- 2024년 12월 21일, 22일 : 2024 김연우 크리스마스 콘서트 <오마이갓연우> (장소 : 경희대학교 평화의 전당)

## 합동 콘서트
- 1998년 2월 21일 토이콘서트 (장소 : 세종문화회관)
- 2009년 2월 27일 수아레콘서트 김현철의 해피아워 2월 (출연 : 김현철, 김연우, 이루마, 크리스 바가 / 장소 : 성남아트센터 앙상블시어터)
- 2011년 2월 11일 - 2011년 2월 14일 김연우,김형중,변재원<Friends Concert> (출연 : 김연우,김형중,변재원 / 장소 : 동덕여자대학교 공연예술센터)
- 2011년 3월 12일 - 2011년 3월 13일 김연우,김형중,변재원<Friends Concert>앵콜공연 (출연 : 김연우,김형중,변재원 / 장소 : 서강대학교 메리홀 대극장)
- 2011년 10월 29일 - 2011년 10월 30일 2011 시월에 눈 내리는 마을 (출연 : 김연우, 이소라, JK김동욱 / 장소 : 연세대학교 노천극장)
- 2015년 9월 19일 토 - 9월 20일 일 2015 멜로디 포레스트 캠프 (Melody Forest Camp) 9월 20일 (출연 : 김연우 외 / 장소 : 경기도 가평군 자라섬)

- 2017년 5월 7일 16시 삼성카드 셀렉트 37 <홀가분 페스티벌> (출연 : 김연우, god, 케이윌, 에일리, 볼빨간 사춘기 / 장소 : 서울 잠실종합운동장 보조경기장)

- 2019년 10월 20일 XZ 페스티벌 (출연 : 김연우 외 / 장소 : 노들섬)

## 게스트로 참여한 공연
- 2003년 5월 17일 이루마 콘서트 <이루마 피아노 콘서트> (장소 : 호암아트홀)
- 2009년 4월 18일 멜로브리즈 콘서트 <피아노의 숲> (장소 : 압구정 예홀)
- 2012년 1월 7일 김경호 콘서트 <전국투어 '김경호스러운' 대구 콘서트>  (장소 : 대구 계명문화대학)
- 2012년 3월 10일 김경호 콘서트 <..Adieu ‘김경호스러운’ 콘서트_서울 앵콜콘서트> (장소 : 블루스퀘어 삼성카드홀)
- 2012년 10월 6일 이루마 콘서트 <이루마 콘서트 - 성남> (장소 : 성남아트센터 오페라하우스)
- 2013년 4월 14일 윤종신콘서트 <2013 미스틱89 릴레이 콘서트 - 월간 윤종신 콘서트:구독자들의 선택> (장소 : 동덕여대 공연예술센터)
- 2013년 5월 25일 ~ 2013년 5월 26일 성시경 콘서트 <성시경의 축가> (장소 : 연세대학교 노천극장)
- 2013년 11월 27일 이지형 <이지형 THE HOME> (장소 : 대학로 선돌극장)
- 2014년 7월 6일 김경호콘서트 <전국투어 '청년, 김경호' 인천 콘서트> (장소 : 인천종합문화예술회관)
- 2015년 3월 12일 국립국악관현악단 2015년 좋은 밤 콘서트 ‘야호(夜好)’(장소 : 국립극장 해오름 극장)
- 2015년 4월 2일 - 2015년 4월 4일 TOY 콘서트 <토이 7집 발매 기념 콘서트〈Da Capo〉> (출연 : 유희열, 김연우, 이적, 김동률, 성시경, 김형중, 빈지노, 크러쉬, 이지형, 이수현, 권진아, 윤하, 조원선, 윤종신, 신재평 / 장소 : 올림픽공원 체조경기장)

- 2015년 5월 23일 19시 30분 김경호 콘서트 <김경호 데뷔 21주년 전국투어콘서트 - PASSION21> (장소 : 상명아트센터 대극장(계당홀))
- 2016년 5월 21일 2016 장혜진 콘서트 〈소품집 with 윤석철트리오> (장소 : 롯데카드 아트센터 아트홀)
- 2016년 8월 12일 내안의 김광석 _전시연계공연2 _형 거긴 어때? (출연 : 김연우, 곽진언, 김필 / 장소 : DDP 둘레길 2F <내안의 김광석> 전시장 내)

## 행사
- 2011년 11월 19일 싸이월드 공감 페스티벌 <With you> (출연 : 김연우, 바비킴, 바이브, 자우림, 인순이 / 장소 : 고려대학교 화정체육관)
- 2012년 4월 28일 신한카드 Love Concert 대전(러브콘서트)

MC 및 노래
(출연 : 김연우, 케이윌, 다비치, 리쌍, 정인 / 장소 : 대전 무역전시관)
- 2012년 6월 23일 신한카드 Love Concert 대구(러브콘서트)

MC 및 노래
(출연 : 김연우, 다비치, 김태우, 자우림 / 장소 : 대구 EXCO)
- 2012년 9월 8일 신한카드 Love Concert 광주(러브콘서트)

MC 및 노래
(출연 : 김연우, 거미, 김태우, 노브레인 / 장소 : 광주 염주체육관)
- 2014년 6월 30일 현대백화점콘서트＜윤종신과 친구들> (출연 : 신치림, 김연우, 박지윤, 김예림, 에디킴 / 장소 : 잠실 실내체육관)
- 2014년 9월 27일 이니스프리 플레이그린 페스티벌 (출연 : 김연우, 김예림, 에디킴, 유키 구라모토 / 장소 : 서초문화예술공원)
- 2015년 5월 25일 홀가분 페스티벌 <삼성카드 셀렉트 28> (출연 : 김연우, 박정현, 신승훈, 장범준  / 장소 : 잠실종합운동장 보조경기장)
- 2015년 7월 31일 2015 하이원과 함께하는 MBC강원영동 쿨썸머콘서트 (출연 : 김연우, 에릭남, 밴드 위플레이, 배근석 / 장소 : 정선 하이원광장 특설무대)
- 2015년 9월 1일 울산 2015 BIG CONCERT THE 5 (출연 : 김연우, 에일리, 조성모, 주현미, EXID / 장소 : 울산 동천체육관)
- 2015년 9월 5일 DMC 페스티벌 2015 K-ICT와 함께하는 K-POP 슈퍼콘서트 (출연 : 김연우 외 / 장소 : 상암문화광장)
- 2015년 10월 3일 19시 2015 가을음악회 '용마문화예술축제' 시월의 어느 멋진 날에 (출연 : 가수 김연우, 밀레니엄심포니오케스트라, 소프라노 하수연, 바리톤 최종우 / 장소 : 용마폭포공원)
- 2015년 10월 10일 17시 HOW ABOUT YOU (출연 : 김연우, 인순이, 박진영, 케이윌 / 장소 : 잠실실내체육관)
- 2015년 10월 24일 19시 롯데 패밀리콘서트 (출연 : 김연우, 싸이, 에일리 / 장소 : 올림픽공원 체조경기장)
- 2015년 10월 25일 17시 롯데카드 SOCIETY-L STAGE 02 김연우&김예림 (출연 : 김연우, 김예림 / 장소 : 부산 소향씨어터 롯데카드홀)
- 2015년 10월 31일 19시 삼성카드 셀렉트31 The Voice 부산 (출연 : 김연우, 효린(씨스타), 케이윌, 손승연 / 장소 : 부산 사직 실내체육관)
- 2015년 11월 5일 19시 삼성 캠퍼스톡 業&UP (출연 : 김연우 외 / 장소 : 한국외국어대학교 오바마홀)
- 2015년 11월 10일 19시 링컨자동차 올-뉴 링컨 'MKX Night Out'출시 행사 (출연 : 김연우 / 장소 : 코엑스 인터콘티넨탈호텔 하모니홀)
- 2015년 11월 13일 18시 삼성 ‘여기女氣모여라’ (출연 : 김연우 / 장소 : 서울 코엑스 오디토리움)
- 2015년 11월 18일 18시 광주 KBC 공개방송 2015 목민자치대상 (출연 : 김연우 외 / 장소 : 김대중컨벤션센터)
- 2015년 12월 1일 2015 서울 석세스 대상 (출연 : 김연우 외 / 장소 : 서울 하얏트호텔 그랜드볼룸)
- 2016년 4월 21일 삼성화재 (출연 : 김연우 외 / )
- 2016년 5월 21일 연세대학교 축제 아카라카를 온누리에 (출연 : 김연우 외 / 장소 : 연세대학교 노천극장)
- 2016년 6월 4일 2016년 뉴스킨 코리아 컨벤션 '스타탄생 콘서트' (출연 : 김연우, 김태우 / 장소 : 올림픽공원 체조경기장)
- 2016년 6월 18일 14시~15시 20분 슈퍼스타 빅3 콘서트 (출연 : 김연우 / 장소 : 현대백화점 판교점 토파즈홀)
- 2016년 6월 23일 20시 원주시민 건강콘서트 (출연 : 김연우, EXID, 울랄라세션, 스윗소로우, 이애란 등 / 장소 : 원주 따뚜공연장)
- 2016년 7월 16일 18시 2016 타이어뱅크 KBO 올스타전 애국가 제창 (출연 : 김연우 / 장소 : 고척 스카이돔)
- 2016년 9월 25일 16시 30분 BMW JOY FESTIVAL JOY콘서트 (출연 : 김연우, 시스타, 도끼 / 장소 : BMW 드라이빙센터)
- 2016년 10월 6일 18시 2016 두산 가족음악회 (출연 : 김연우, 사회자 서경석, 윤한, 제니스, 다비치, 여자친구, YB / 장소 : 창원컨벤션센터)
- 2016년 10월 16일 16시 제7회 대한민국 나눔대축제 (출연 : 김연우 / 장소 : 서울 여의도공원 / 비고 : KBS 라디오 박명수의 라디오쇼 녹음방송)
- 2016년 10월 21일 20시 현대 프리미엄 아울렛 송도점 한밤의 콘서트 (출연 : 김연우 / 장소 : 현대 프리미엄 아울렛 송도점)
- 2017년 2월 1일 14시 19대 대통령선거 아름다운 선거 홍보대사 위촉식 (출연 : 윤주상, 정애리, 김연우, 장나라, 산들, 진세연 / 장소 : 과천시민회관 소극장)
- 2017년 4월 29일 19시 30분 2017 1st JB카드 CONCERT With 김연우 (출연 : 김연우, 유성은 / 장소 : 한국소리문화의 전당 야외공연장)
- 2017년 5월 19일 14시 : 중앙선관위 유권자의 날 행사 (출연 : 윤주상, 정애리, 김연우, 장나라, 산들, 진세연 / 장소 : KBS홀)
- 2017년 5월 27일 19시 30분 2017 한국지역난방공사와 함께하는 파크콘서트 (출연 : 김연우 / 장소 : 분당 중앙공원 야외공연장)

- 2017년 6월 17일 12시 / 18시 Table 2017 on the top (출연 : 김연우, 에일리 / 장소 : 그랜드 워커힐 서울 애스톤하우스)
- 2017년 9월 15일 20시 2017 안양시민축제 (출연 : 김연우, 소찬휘, MC 김한석, 안양소리보존회, 안양국악실내악단 / 장소 : 평촌중앙공원 특설무대)
- 2017년 9월 17일 20시 2017 KT 멤버십 Voyage to Jarasum (출연 : 김연우, 두번째 달, 앤소니 스트롱&더 재즈 앰배서더스 오케스트라, EH440 / 장소 : 자라섬)
- 2017년 10월 21일 19시 가든파이브 7주년 콘서트 (출연 : 김연우, 인순이, 헬로비너스, 팝페라가수 임재청, 버블엑스 / 장소 : 가든파이브 라이프 중앙광장 특설무대)
- 2017년 10월 31일 19시 30분 제11회 성남사랑 열린음악회 (출연 : 김연우, ACP오케스트라, 테너 국윤종, 거미 / 장소 : 성남아트센터 콘서트홀)
- 2017년 11월 5일 12시 GIVE 'N RACE (출연 : 김연우, 헤이즈, 로꼬 / 장소 : 상암월드컵공원 평화광장)
- 2017년 11월 24일 19시 포스코콘서트 : Fall in Music (출연 : 김연우, 듀에토, 한국예술종합학교 뮤직이너스 / 장소 : 포스코센터 1층 로비)
- 2018년 2월 8일 16시 2018 평창동계올림픽대회 개최 기념 concert K-WAVE festival (출연 : 김연우 / 장소 : 인천국제공항 제1여객터미널 1F 밀레니엄홀)
- 2018년 8월 12일 20시 14회 제천국제음악영화제 (2018) 이터널 썸머 나잇 (출연 : 김연우, 소란, 마틴스미스 / 장소 : 청풍호반무대)
- 2018년 9월 1일 20시 40분 Someday Festival 2018 (출연: 김연우 외 / 장소 : 서울 난지한강공원)
- 2018년 9월 7일 19시 30분 제3회 울주세계산악영화제 개막공연 (출연 : 김연우 / 장소 : 움프시네마)
- 2019년 1월 19일 2019 수협은행 경영전략회의 (출연 : 김연우 / 장소 : 일산 킨텍스 )
- 2019년 5월 26일 9시 30분 GIVE 'N RACE (출연 : 김연우, 다비치, 모모랜드, 빈지노, 마마무 / 장소 : 여의도공원)
- 2019년 6월 8일 20시 경마공원콘써트 (출연 : 김연우, 백지영, 바다, 노라조, DJ DOC / 장소 : 렛츠런파크 서울)
- 2019년 8월 9일 19시 제 29회 롯데면세점 패밀리콘서트 (출연 : 김연우, 김건모, 임창정, 볼빨간사춘기 / 장소 : 서울올림픽공원 케이스포돔올림픽체조경기장)
- 2019년 8월 10일 19시 김연우수퍼콘서트 (출연 : 김연우 / 장소 : 평창 용평리조트)
- 2022년 10월 29일 19시 가을밤의 음악축제 (출연 : 김연우, 양희은, 웅산밴드, 10cm, 타틀즈 / 장소 : 국립 4.19 민주묘지)
- 2023년 9월 29일 19시 2023 순천만국제정원박람회 김연우 단독 콘서트 가을 산책 (출연 : 김연우 / 장소 : 오천그린광장 상설무대)
- 2023년 12월 17일 18시 BMW 연말콘서트 THE NEUE NEW 새로운 새로움

(출연 : 김연우, 자우림, 이은미 / 장소 : BMW 인천 드라이빙센터)
- 2024년 10월 13일 21시 청춘폴나잇 (출연 : 김연우, 소향, 허각, 이영현, 임한별, 케이시, 마크툽 / 장소 : KINTEX 1전시장 1홀)
- 2025년 5월 4일 19시 30분 유스웨더나잇(출연 : 김연우, 헨리, 이병찬, 타카피, 홀린 / 장소 : 문화비축기지)